# Mouvement des Khaksars
 (décembre 2016).
Si vous disposez d'ouvrages ou d'articles de référence ou si vous connaissez des sites web de qualité traitant du thème abordé ici, merci de compléter l'article en donnant les références utiles à sa vérifiabilité et en les liant à la section « Notes et références ».
En pratique : Quelles sources sont attendues ? Comment ajouter mes sources ?
Le mouvement des Khaksars (تحریکِ خاکسار) est un mouvement social s'étant déroulé à Lahore au Punjab dans le Raj britannique, lancé par Allama Mashriqi en 1931, avec l'objectif de libérer l'Inde du joug de l'Empire Britannique et d'établir un gouvernement hindo-musulman en Inde.

## Histoire

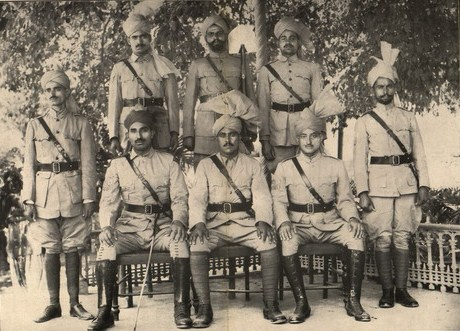
Khaksars en uniforme.

Vers 1930, Allama Mashriqi, un intellectuel musulman charismatique que certains considèrent comme un prédicateur anarchiste, revisite les principes d'auto-réforme et de l'auto-conduite qu'il avait posés dans son traité de 1924 intitulé Tazkira. Il les incorpore dans un second traité, Ishârât, qui sert de base pour le mouvement des Khaksars, que Roy Jackson décrit comme étant "... essentiellement pour libérer l'Inde de la domination coloniale et la revitalisation de l'Islam, mais il a également pour but de permettre l'accès à la justice et à l'égalité des droits pour toutes les religions.". Ils prennent leur nom des mots persans khak et sar, signifiant respectivement de la poussière et de comme ce qui peut être traduit par "une personne humble".
Adoptant le vocabulaire révolutionnaire, Mashriqi commence à recruter des partisans pour sa cause dans son village de Ichhra près de Lahore. Un premier rapport indique que le mouvement a commencé avec 90 disciples. Il s'élargit rapidement, recrutant 300 jeunes membres dans un délai de quelques semaines. En 1942, il est signalé qu'il compte quatre millions de membres et Jackson remarque qu'il a un "succès phénoménal". Le mouvement avait également son propre journal hebdomadaire Al-Islah[citation nécessaire].
Le 4 octobre 1939, après le début de la Deuxième Guerre Mondiale, Mashriqui, qui était alors à la prison de Lucknow, propose d'augmenter la taille de l'organisation pour aider à l'effort de guerre. Il propose une force de 30 000 des soldats aguerris pour la défense intérieure de l'Inde, 10 000 pour la police, et de 10 000 pour offrir de l'aide à la Turquie ou à se battre sur le sol européen. Son offre n'a pas été acceptée[citation nécessaire].
Mashraqi a été libéré de la prison de Vellore le 19 janvier 1942, mais ses mouvements étaient restreints à la Présidence de Madras. Il est resté interné jusqu'au 28 décembre 1942. Mashraqi est arrivé à New Delhi, le 2 janvier 1942.
Allama Mashriqi dissous le Khaksar Tehrik le 4 juillet 1947 considérant que les Musulmans de l'Inde ont été plus que satisfaits après l'espoir d'un nouvel état musulman séparé, le Pakistan, et qu'ils avaient perdu toute motivation qui pourrait correspondre aux exigences de Khaksar Tehrik. [citation nécessaire]
En octobre 1947, après la création du Pakistan, Mashriqi fondé la Ligue Islamique[citation nécessaire]. Khaksar Tehrik a été relancé après sa mort et agit aujourd'hui dans les différentes régions du Pakistan[citation nécessaire].

## Idéologie

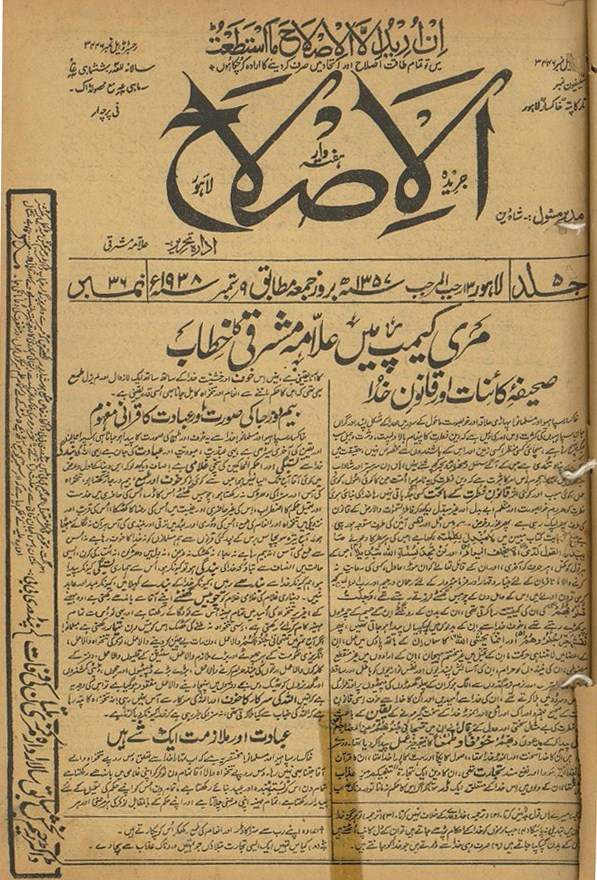
Al-Islah (l'hebdomadaire de Khaksar Tehrik).

### Vingt-Quatre Principes
Mashriqi avait dit en 1931 que le mouvement Khaksar avait trois objectifs distincts; "insister sur l'idée de la supériorité de Dieu, de l'unité de la nation et de service à l'humanité". En outre Mashriqi décrit vingt-quatre principes, le 29 novembre 1936, dans un discours dans un camp Khaksar à Sialkot. Le discours initial et l'ensemble de principes qui en découle encourage les membres du mouvement à servir les personnes, indépendamment de leur caste ou de la religion; et les Khaksars doivent convaincre les autres à se joindre au mouvement par le biais de "l'amour et l'affection".

### Quatorze Points: le crédo Khaksar
Le 14 mars 1937, Allama Mashriqi s'adresse de nouveau dans un camp de Khaksars à Lahore pour livrer les quatorze points qui sont à la base du mouvement. Ces points solidifient la notion que le mouvement était à la fois autoritaire et militariste. À ce stade, il avait pour but d'établir leur loi en Inde, et puis peut-être sur le monde entier. Cependant, la réussite de la domination musulmane en Inde rendent nécessaires certaines conditions, telles que: "(a) "un intérêt pour les sentiments religieux et sociaux des différentes communautés qui vivent dans ce pays: (b) le maintien de leur culture et les coutumes, et (c) tolérance générale".

## Les symboles Khaksar
Tous les membres, quel que soit son rang, portait le même uniforme; une chemise kaki vert avec un pyjama kaki fixé avec une ceinture, le tout avec des bottes militaires. La couleur kaki a été choisie parce qu'elle est "simple et non présomptueuse" et "bon marché et disponible pour tous", bien que, dans la pratique, les uniformes ont été payés par l'organisation Khaksar. Ils portaient un badge rouge (akhuwat) sur leur bras droit comme un symbole de la fraternité. Sur leurs têtes les Khaksars portait le mouchoir blanc des Arabes et Hajis, consistant en un tissu blanc de la longueur et la largeur d'un demi-yard(45 cm) fixé autour de la tête avec une ficelle de coton. Certains Khaksars portaient le turban pachtoune sur la tête avec le tissu qui flottant vers le bas et un shamla en forme d'éventail en pointe.[citation nécessaire]
Tous les Khaksars portent un belcha (bêche) comme signe de l'unité et de la force et à l'image de Mahomet. En outre, la bêche représente l'humilité, de la même façon qu'une bêche est utilisée pour niveler le sol, les Khaksars l'utilisent comme un symbole de "nivellement" de la société.[citation nécessaire]
Le drapeau des Khaksars est une modification de symbole Musulman; un croissant de lune et d'étoiles sur un fond rouge.